# Свети Никола (Червен брег)
„Свети Никола“ е възрожденска българска църква в село Червен брег, община Дупница, България.

## История
Църквата е изградена в 1874 година на мястото на по-стар храм. В 1882 година църквата е изписана от дебърските майстори Марко Минов и Теофил Минов.
- Стенописи
- Страшният съд
- Изгубената овца
- Кръщение Борисово